# An bisect (film din 2010)
An bisect (Leap Year) este un film de comedie romantică  irlandez-american din 2010 regizat de Anand Tucker și scris de Harry Elfont și Deborah Kaplan. Este bazat parțial pe I Know Where I'm Going, iar în rolurile principale joacă Amy Adams și Matthew Goode. 
Acțiunea se învârte în jurul unei femei, agent imobiliar, care pleacă în Irlanda pentru a-i cere prietenului ei mâna în căsătorie pe 29 februarie, când, tradițional, se presupune că bărbații nu pot refuza o cerere de căsătorie venită din partea unei femei. Planurile ei sunt întrerupte de o serie de evenimente și situația devine și mai complicată atunci când ea angajează un hangiu irlandez să o ducă la prietenul ei în Dublin.
Filmările principale au avut loc în Comitatul Wicklow, Dublin, Comitatul Mayo, County Galway, iar alte filmări au avut loc în apropiere de Insulele Aran, Connemara, Temple Bar, partea georgiană a orașului Dublin, Parcul Național Wicklow și Strada Olaf, Waterford. 
An bisect a avut premiera la New York pe data de 6 ianuarie 2010 și a fost lansat în cinematografe pe 8 ianuarie 2010 de către Universal Pictures în Statele Unite și pe 28 februarie de către Optimum Releasing în Irlanda. Filmul a primit în principal recenzii negative din partea criticilor, cu multe comentarii legate de intrigă și nepotrivirea dintre între Adams și Goode.

## Sinopsis
Anna Brady (Amy Adams), o agentă imobiliară de succes, este frustrată de faptul că ei prietenul ei, Jeremy Sloane (Adam Scott), cardiolog, încă nu i-a cerut mâna după patru ani. Ea decide să călătorească din Boston la Dublin pentru a-l cere în căsătorie pe 29 februarie, în timp ce el se află acolo la o conferință. Anna dorește să invoce o tradiție irlandeză ca spune că un bărbat nu poate refuza o cerere în căsătorie făcută pe 29 februarie. accepte propunerea. 
În timpul zborului, o furtună deturnează avionul spre Țara Galilor, de unde Anna închiriază o barcă pentru a ajunge în Cork. Din cauza furtunii este însă nevoită să acosteze în Dingle, un sat mic de la malul mării. Ajunsă la taverna locală, Anna încearcă să în convingă pe Declan O'Callaghan (Matthew Goode), un hangiu posac irlandez, să o ajute. Deși la început a refuzat, el este de acord să o conducă pe partea cealaltă a insulei pentru €500 sub amenințarea închiderii tavernei. Pe drum, el râde de bagajele ei de lux Louis Vuitton, pe care le numește „Louie”. De asemenea, el își bate joc și de credința ei în „tradiția” din anii bisecți când femeile cer mâna bărbaților.
O serie lungă de aventuri îi apropie pe cei doi pe drumul spre Jeremy. O dată ajunși la hotel, Jeremy îi cere mâna pe neașteptate Annei, iar aceasta acceptă sub presiunea momentului.
La petrecerea de logodnă din Boston, Anna realizează că de fapt nu îl iubește pe Jeremy și că de fapt este îndrăgostită de Declan. Așadar, Anna pleacă înapoi spre Irlanda, unde îl reîntâlnește pe Declan. Declan o cere de soție, iar cei doi pleacă spre o destinație necunoscută cu mașina.

## Distribuție
- Amy Adams ca Anna Brady
- Matthew Goode ca Declan O'Callaghan
- Adam Scott ca Jeremy Sloane
- John Lithgow ca Jack Brady, tatăl Annei
- Kaitlin Olson ca Libby
- Noel O'Donovan ca Seamus
- Tony Rohr ca Frank
- Pat Laffan ca Donal
- Alan Devlin ca Joe
- Ian McElhinney ca Preot
- Peter O'Meara Ron